# 1976年モントリオールオリンピックのポーランド選手団
1976年モントリオールオリンピックのポーランド選手団（1976ねんモントリオールオリンピックのポーランドせんしゅだん）は、1976年7月17日から8月1日にかけてカナダのモントリオールで開催された1976年モントリオールオリンピックのポーランド選手団、およびその競技結果。

## 概要
今大会は金メダル7個、銀メダル6個、銅メダル13個の合計26個のメダルを獲得した。

## メダル
| メダル | 選手名                                                                                                  | 競技   | 種目                       |
| ------ | --- | ------ | -------------------------- |
| 金     | ヤチェク・ウショラ                                                                                      | 陸上   | 男子走高跳                 |
| 金     | タデウス・スルシャルスキー                                                                              | 陸上   | 男子棒高跳                 |
| 金     | イレーナ・シェビンスカ                                                                                  | 陸上   | 女子400m                   |
| 銀     | ブロニスワフ・マリノフスキ                                                                              | 陸上   | 男子3000m障害              |
| 銀     | リシャルド・ポドラス ヤン・ヴェルナー ズビグニエフ・ヤレムスキ イェールジ・ピエトスク                   | 陸上   | 男子4×400mリレー           |
| 銀     | タデウシュ・ムィトニック ミエチィスワフ・ノヴィツキ スタニスワフ・ショズダ ルィシャルド・シュルコヴスキ | 自転車 | 男子チームタイムトライアル |
| 銅     | マリアン・タワイ                                                                                        | 柔道   | 男子70kg以下級             |
| 銅     | ミエチィスワフ・ノヴィツキ                                                                              | 自転車 | 男子個人ロードレース       |